# Dunn & Co.
Dunn & Co. var en velkendt britisk kæde af herretøjsforretninger, der blev grundlagt i 1887 og lukkede i 1996

## Historie
Dunn & Co. blev grundlagt i 1887 af kvækeren George Arthur Dunn, som solgte hatte på gaden i Birmingham. 40 år seneree havde han omkring 200 hatteforretninger og solgte lige så mange i franchisesamarbejde. De udviklede sig gradvist til en række herreekviperinger på attraktive og dyre adresser, der var specialiseret i formelt tøj, særligt jakkesæt, blazere, sportsjakker i tweed og flannel.
Firmaet gik primært efter den dyre ende af hovedgaderne i britiske byer, men det blev stadig vanskeligere at fastholde relevant beklædning, der var med på moden, der særligt i 1980'erne skiftede med stadig kortere interval. I takt med at nye og innovative tøjforretninger som next voksede, fik Dunn Co. stadig sværere ved at følge med. Firmaet hyrede konsulenthuset PwC for at rette op på det, men deres anbefalinger øgede ikke omsætningen.
I 1991 måtte man sælge næsten 40 butikker til Hodges, der er en privat walisisk gruppe der fortsat holdt fast ved Dunn Co.-navnet. I 1994 blev størstedelen af aktierne solgt til  CinVen, der udpegede Anthony Phillips og Jim Bellingham til at drive kæden.

### Konkurs
1996 blev det sidste år som en selvstændigt firma. Dunn & Co. havde 130 butikker og 429 ansatte, med hovedkvarter i Swansea, hvor der var 75 ansatte.
Virksomheden mistede omkring £1 mio. om året på et salg på omkring £25 mio. Da gælden nåede £6,4 mio (hvor £4 mio var gæld til almindelige kreditorer), gik CinVen, der ejede 86% af firmaet, i betalingsstandsning den 19. december.
Dunn Co. blev opkøbt af Ciro Citterio. I 2003 gik dette firma også konkurs.